# Томас Акда
Томас Акда (нід. Thomas Acda, 6 березня 1967, Де Рейп, Нідерланди) — співак, актор, режисер та письменник. Набув відомості у складі дуету — «Acda en De Munnik». Двічі був нагороджений престижними голландськими преміями: «Edison Music Awards» та «Gouden Harp».

## Біографія
Томас Акда народився та виріс в селищі Де Рейп, що розташоване в провінції Північна Голландія. Після здобуття вищої загальної середньої освіти (HAVO) він вступив до театральної академії, але згодом продовжив навчання вже в Театральній школі на базі Амстердамського університету мистецтв.
В 1989 році, ще під час навчання, Акда зустрівся з Паулем де Мюнніком. Обидва займалися музикою і згодом вирішили спробувати свої сили виступаючи дуетом. Врешті-решт, після тривалого періоду репетицій в одному із підвалів міста, в 1993 році вони створили кабаре-гурт «Acda en De Munnik». В цьому році вони вирушили на конкурс молодих талантів Нідерландів, де виступили окремо: Акда, як актор та телеведучій, а де Мюнник, як актор та вчитель з драматизму. Ця участь завершилася для обох визнанням та призовими місцями. 1995 року вони знов повернулись до свого творчого дуету, щоб спробувати себе в театральному показі. Їхній виступ був сумішшю кабаре-шоу та попмузики та отримав досить схвальні відгуки у глядачів. Через рік, у 1996 році вони змогли видати свій перший альбом під назвою «Acda en De Munnik». Стиль пісень формувався під впливом від Тома Вейтса та гурту «Бітлз». Після цього вийшло декілька синглів, але вони не привернули значної уваги у слухачів. Нового витку популярності їхній дует здобув влітку 1998 року з випуском синглу «Niet of Nooit Geweest», що став хітовим серед голландської попмузики. Наступний за ним альбом «Naar Huis» став двічі платиновим, а театральне шоу на його основі збирало повні зали глядачів. 1999 року виходить новий сингл «Het Regent Zonnestralen». Не дивлячись на те, що новий сингл не зміг повторити успіх попереднього, творчість дуету «Acda en De Munnik» була відзначена двома преміями «Edison Music Awards»: одну в категорії кабаре, а іншу в категорії попмузиці. Влітку 1999 року дует об'єднався з гуртом "Van Dik Hout" для запису синглів «Mijn Houten Hart» та «Zij Maakt Het Verschil», що стали рекордними. Наступні альбоми вийшли восени 2000 року («Op Voorraad») та у 2001 році «Live Met Het Metropole Orkest», що був записаний разом з оркестром Metropole. Четвертий студійний альбом «Groeten Uit Maaiveld» з'явився у 2002 році та став першим, на якому були записані пісні, що не були написані для театральних вистав. В перший тиждень було продаючи понад 40 000 екземплярів. 2003 року дует повернулася до виконання театральних шоу та співпраці з «Van Dik Hout», що завершилась їхнім спільним альбомом «The Best of the Poemas». В цьому ж році вони здобули нагороду «Золоту арфу». В період з 2005 по 2007 рік дует брав творчу паузу та припиняв виступи.
У 2015 році Томас Акда дебютував як письменник з книгою «Onderweg met Roadie». Навчався на курсах для кіносценаристів при Нью-Йоркській кіноакадемії. 2016 року вийшов фільм «Fake», де він виступив режисером. Акду неодноразово запрошували гостем на різні телевізійні передачі, серед яких «Jeroen in California: Songs Of Life». Томас отримав головну роль у телесеріалі «Jeuk».